# Payung (Weleri)
Payung is een bestuurslaag in het regentschap Kendal van de provincie Midden-Java, Indonesië. Payung telt 1267 inwoners (volkstelling 2010).